# Devoll (rivier)
De Devoll (Grieks Eordaikos, Latijn Eordaïcus) is een rivier op de Balkan in Albanië en een van de bronrivieren van de Seman.
De Devoll ontspringt op de oostflank van de berg Grammos in het Pindosgebergte in het zuidoosten van Albanië en loopt ten noorden van de stad Korçë over de hoogvlakte van Korçë, die tot de Tweede Wereldoorlog moerassig was en in het door de rivier gevoede Malikmeer lag. Bij hoogwater en in de lente bij het smelten van de sneeuw liep water uit het Kleine Prespameer in de Devoll. Van 1950 tot circa 2000 werd de Devoll bij hoogwater naar het Kleine Prespameer geleid om het overtollige water hier tijdelijk op te slaan zodat het bij droogte via de gekanaliseerde uitloop kon worden gebruikt voor irrigatie van de na de oorlog drooggelegde vruchtbare vlakte van Korçë. Door de inloop van Devollwater verzandde het Albanese deel van het Prespameer.

Na de hoogvlakte stroomt de rivier naar het noordwesten en doorbreekt deze meanderend diverse bergketens alvorens bij Gramsh in een stuwmeer te lopen. Verder naar het westen voegt de Devoll zich samen met de ook uit het Pindosgebergte komende Osum en mondt daarna uit in de Seman, die zich uiteindelijk uitmondt in de Adriatische Zee. De Devoll heeft een lengte van 196 km, een stroomgebied van 3130 km² en een gemiddeld debiet van 49,5 m³/s.
Bistricë · Bunë · Cem · Devoll · Drin · Drino · Erzen · Fan · Gjanicë · Ishëm · Kir · Lanë · Mat · Osum · Seman · Shalë · Shkumbin · Shushicë · Valbonë · Vjosë
- Gemeinsame Normdatei: 4218704-7
- Library of Congress Control Number: sh88004450
- Nationale Bibliotheek van Israël: 987007546410405171
- Virtual International Authority File: 315129741